# Josh Cohen
Joshua Cohen (in ebraico ג'ושוע "ג'וש" כהן‎?; Mountain View, 18 agosto 1992) è un calciatore statunitense, portiere dell'Atlanta United.

## Biografia
Cohen è nato negli Stati Uniti da una famiglia di origine ebraica. Il 20 febbraio 2021 ottiene la cittadinanza israeliana.

## Carriera
Dopo essersi messo in evidenza nella seconda serie statunitense, il 19 luglio 2019 viene messo sotto contratto dal Maccabi Haifa, in Israele, firmando un accordo da circa 80.000 dollari a stagione.
Partito come riserva, scala rapidamente le gerarchie, diventando l'estremo difensore titolare della rosa, con cui nel 2021 vince il titolo, venendo nominato miglior giocatore del campionato israeliano.

## Statistiche

### Presenze e reti nei club
Statistiche aggiornate al 15 maggio 2023.
| Stagione                   | Squadra                    | Campionato                 | Campionato | Campionato | Coppe nazionali | Coppe nazionali | Coppe nazionali | Coppe continentali | Coppe continentali | Coppe continentali | Altre coppe | Altre coppe | Altre coppe | Totale | Totale |
| Stagione                   | Squadra                    | Comp                       | Pres       | Reti       | Comp            | Pres            | Reti            | Comp               | Pres               | Reti               | Comp        | Pres        | Reti        | Pres   | Reti   |
| -------------------------- | -------------------------- | -------------------------- | ---------- | ---------- | --------------- | --------------- | --------------- | ------------------ | ------------------ | ------------------ | ----------- | ----------- | ----------- | ------ | ------ |
| 2015                       | Orange County              | USL                        | 1          | -1         | USOC            | 0               | 0               | -                  | -                  | -                  | -           | -           | -           | 1      | -1     |
| 2016                       | Orange County              | USL                        | 13+2       | -16 + -2   | USOC            | 0               | 0               | -                  | -                  | -                  | -           | -           | -           | 15     | -18    |
| Totale Orange County       | Totale Orange County       | Totale Orange County       | 14+2       | -17 + -2   |                 | 0               | 0               |                    | -                  | -                  |             | -           | -           | 16     | -19    |
| 2017                       | Phoenix Rising             | USL                        | 27+1       | -31 + -1   | USOC            | 2               | -3              | -                  | -                  | -                  | -           | -           | -           | 30     | -35    |
| 2018                       | Sacramento Republic        | USL                        | 34+1       | -32 + -2   | USOC            | 3               | -4              | -                  | -                  | -                  | -           | -           | -           | 38     | -38    |
| 2019                       | Sacramento Republic        | USL                        | 16         | -17        | USOC            | 2               | -4              | -                  | -                  | -                  | -           | -           | -           | 18     | -21    |
| Totale Sacramento Republic | Totale Sacramento Republic | Totale Sacramento Republic | 50+1       | -49 + -2   |                 | 5               | -8              |                    | -                  | -                  |             | -           | -           | 56     | -59    |
| 2019-2020                  | Maccabi Haifa              | Lh                         | 21+10      | -15 + -12  | CI+CdL          | 3+0             | -3              | UEL                | 0                  | 0                  | -           | -           | -           | 34     | -30    |
| 2020-2021                  | Maccabi Haifa              | Lh                         | 22+10      | -12 + -9   | CI+CdL          | 4+4             | -5 + -2         | UEL                | 4                  | -10                | -           | -           | -           | 44     | -38    |
| 2021-2022                  | Maccabi Haifa              | Lh                         | 26+7       | -19 + -5   | CI+CdL          | 0+1             | 0               | UCL+UECL           | 2+11               | -3 + -13           | SI          | 1           | 0           | 48     | -40    |
| 2022-2023                  | Maccabi Haifa              | Lh                         | 18+9       | -17 + -10  | CI+CdL          | 0               | 0               | UCL                | 12                 | -28                | SI          | 1           | -1          | 40     | -56    |
| Totale Maccabi Haifa       | Totale Maccabi Haifa       | Totale Maccabi Haifa       | 123        | -99        |                 | 12              | -10             |                    | 29                 | -54                |             | 2           | -1          | 166    | -164   |
| 2024                       | Atlanta United             | MLS                        | 3          | -5         | USOC            | 3               | -2              | -                  | -                  | -                  | LC          | 2           | -3          | 8      | -10    |
| Totale carriera            | Totale carriera            | Totale carriera            | 221        | -206       |                 | 22              | -23             |                    | 29                 | -54                |             | 4           | -4          | 276    | -287   |

## Palmarès

### Club

#### Competizioni nazionali
- Campionato israeliano: 3

Maccabi Haifa: 2020-2021, 2021-2022, 2022-2023
- Coppa di Lega israeliana: 1

Maccabi Haifa: 2021-2022
- Supercoppa d'Israele: 1

Maccabi Haifa: 2021